# Tomás Zamora
Tomás Antonio Zamora Ascanio (ur. 2 czerwca 2000 w Ciudad Guayana) – wenezuelski piłkarz występujący na pozycji bocznego pomocnika.